# アーダルベルト・クリューガー
アーダルベルト・クリューガー（Karl Nicolaus Adalbert Krueger、1832年12月9日 - 1896年4月21日）は、ドイツの天文学者である。

## 生涯・業績
プロイセン王国西プロイセンのマリーエンブルク（現在のポーランド領マルボルク）生まれ。1872年に二重星団に属する赤色超巨星でSRC型の半規則型変光星でもあるペルセウス座S星の変光を発見した。1881年からアストロノミシェ・ナハリヒテンの編集を務めた。キールで死亡した。